# جيمس فلافين
جيمس فلافين (بالإنجليزية: James Flavin)‏ مواليد 14 مايو 1906 في بورتلاند، الولايات المتحدة - الوفاة 23 أبريل 1976 في لوس أنجلوس، هو ممثل أمريكي بدأ مسيرته الفنية سنة 1932. امتدت مسيرته الفنية لأكثر من 44 عاما.

## الأعمال
- كينغ كونغ
- يانكي دودل داندي
- ذا سافاج هورد
- السيد روبرتس
- إنه عالم مجنون مجنون مجنون مجنون
- خريف قبيلة شايان

## روابط خارجية
- جيمس فلافين على موقع IMDb (الإنجليزية)
- جيمس فلافين على موقع ألو سيني (الفرنسية)
- جيمس فلافين على موقع تيرنر كلاسيك موفيز (الإنجليزية)
- جيمس فلافين على موقع أول موفي (الإنجليزية)
- جيمس فلافين على موقع قاعدة بيانات برودواي على الإنترنت (الإنجليزية)
- جيمس فلافين على موقع قاعدة بيانات الأفلام السويدية (السويدية)
- جيمس فلافين على موقع قاعدة بيانات الفيلم (الإنجليزية)
- جيمس فلافين على موقع كينوبويسك (الروسية)